# San Martín de Valvení
San Martín de Valvení is een gemeente in de Spaanse provincie Valladolid in de regio Castilië en León met een oppervlakte van 58,21 km². San Martín de Valvení telt 87 inwoners (1 januari 2016).

## Demografische ontwikkeling
Bron: INE, 1857-2011: volkstellingen
Opm.: In 1857 werd de gemeente San Andrés aangehecht